# روبرت ك. رايت
روبرت ك. رايت (بالإنجليزية: Robert C. Wright)‏ هو محامي وقاضي وسياسي أمريكي، ولد في 5 نوفمبر 1944 في تشيستر في الولايات المتحدة، وتوفي في 22 فبراير 2014 في الولايات المتحدة بسبب داء لايم. حزبياً، نشط في الحزب الجمهوري. وقد انتخب عضو مجلس نواب بنسيلفانيا.